# Katharina Marie Schubert
Katharina Marie Schubert (* 22. Januar 1977 in Gifhorn) ist eine deutsche Theater- und Filmschauspielerin.

## Leben
Schubert wuchs in Braunschweig auf. Nach dem Abitur absolvierte sie zwischen 1995 und 1999 ein Schauspielstudium am Max Reinhardt Seminar in Wien.
Während der Schauspielschule spielte sie in Lotphantasie von Botho Strauß in einer Inszenierung von Luc Bondy bei den Wiener Festwochen 1999. Daraufhin wurde sie direkt an das Wiener Burgtheater engagiert und debütierte dort als „Edrita“ in Martin Kušejs Inszenierung von Grillparzers Weh dem, der lügt!. In den nächsten Jahren folgten Rollen am Wiener Burgtheater.
Von 2001 bis 2008 gehörte sie zum Ensemble der Münchner Kammerspiele. Unter der Intendanz von Frank Baumbauer war sie hier in zahlreichen Rollen zu sehen. Sie arbeitete unter der Regie von Andreas Kriegenburg, Stefan Pucher, Sebastian Nübling, Jossi Wieler, Johan Simons, René Pollesch, Alvis Hermanis und Thomas Ostermeier. Mit Andreas Kriegenburgs Drei Schwestern von Anton Tschechow war sie als „Irina“ beim Berliner Theatertreffen 2007 eingeladen sowie auch 2008 als „Miranda“ in Stefan Puchers Der Sturm von Shakespeare. Von 2012 bis 2014 war sie Ensemblemitglied des Deutschen Theaters Berlin. In der Spielzeit 2015/2016 spielte sie am Hamburger Thalia Theater in der Dreigroschenoper die Rolle der Polly.
Neben ihrer Arbeit am Theater ist Katharina Schubert in Film und Fernsehen aktiv und spielte mehrere Hauptrollen. Für ihre Darstellung einer arbeitslosen Schauspielerin in Oliver Haffners Kinofilm Ein Geschenk der Götter wurde sie 2015 als beste Hauptdarstellerin für den Deutschen Filmpreis nominiert. In allen drei Fällen aus der Reihe Tatort, in denen sie 2019 mitwirkte, spielte sie die Rolle der Mörderin, 2025 spielte sie in dem Tatort Restschuld eine Verdächtige.
Als Filmemacherin schuf sie die Kurzfilme Wabosch Wilma (2009) und Another fucking … (2011), die beide auf den Hofer Filmtagen Premiere hatten. 2011 war sie Mitglied der Jury beim World Film Festival Montreal.
Katharina Marie Schubert war Sängerin der Band The Kapulikaupunki Broken Heart Orchestra, einer Formation von Schauspielern der Münchner Kammerspiele. Sie spielt Klavier und Akkordeon.

## Filmografie (Auswahl)

### Als Schauspielerin
- 2000: Die Nichte und der Tod (Fernsehfilm)
- 2006: Shoppen (Regie: Ralf Westhoff)
- 2007: Herr Bello (Regie: Ben Verbong)
- 2007: Polizeiruf 110 – Taubers Angst (Fernsehreihe; Regie: Klaus Krämer)
- 2007: Polizeiruf 110 – Jenseits (Regie: Eoin Moore)
- 2008: Friedliche Zeiten (Regie: Neele Vollmar)
- 2008: Buddenbrooks (Regie: Heinrich Breloer)
- 2009: Ob ihr wollt oder nicht (Regie: Ben Verbong)
- 2010: Der letzte schöne Herbsttag (Regie: Ralf Westhoff)
- 2010: Mein Leben im Off (Regie: Oliver Haffner)
- 2011: Föhnlage. Ein Alpenkrimi (Fernsehfilm; Regie: Rainer Kaufmann)
- 2011: Wintertochter (Regie: Johannes Schmid)
- 2011: Rubbeldiekatz (Regie: Detlev Buck)
- 2011: Der Tatortreiniger – Ganz normale Jobs (Fernsehserie; Regie: Arne Feldhusen)
- 2012: Anleitung zum Unglücklichsein (Regie: Sherry Hormann)
- 2012: Tatort – Ein neues Leben (Fernsehreihe; Regie: Elmar Fischer)
- 2013: Schlussmacher (Regie: Matthias Schweighöfer)
- 2013: Stralsund – Freier Fall (Fernsehserie)
- 2014: Ein Geschenk der Götter (Regie: Oliver Haffner)
- 2014: Wir sind die Neuen (Regie: Ralf Westhoff)
- 2014: Tatort – Das verkaufte Lächeln (Regie: Andreas Senn)
- 2014: Der Tatortreiniger – Der Putzer (Fernsehserie; Regie: Arne Feldhusen)
- 2015: Winnetous Sohn (Regie: André Erkau)
- 2016: Wer aufgibt ist tot (Regie: Stephan Wagner)
- 2016: Wellness für Paare (Regie: Jan Georg Schütte)
- 2016: Hedda (Regie: Andreas Kleinert)
- 2017: Zwei (Regie: Ariane Zeller)
- 2017: Atempause (Regie: Aelrun Goette)
- 2017: Zuckersand (Regie: Dirk Kummer)
- 2018: Keiner schiebt uns weg
- 2018: Tatort – Anne und der Tod (Regie: Jens Wischnewski)
- 2019: Unheimlich perfekte Freunde
- 2019: Tatort – Falscher Hase (Regie: Emily Atef)
- 2019: Tatort –  Die harte Kern (Regie: Helena Hufnagel)
- 2019: Meine Nachbarn mit dem dicken Hund (Regie:Ingo Rasper)
- 2019: Totgeschwiegen (Regie: Franziska Schlotterer)
- 2021: Kroymann (Satiresendung, 1 Folge)
- 2022: Sayonara Loreley (Regie: Wolfgang Murnberger)
- 2023: Bonn – Alte Freunde, neue Feinde (Regie: Claudia Garde)
- 2023: Die drei !!! (Fernsehserie)
- 2024: Unschuldig – Der Fall Julia B.
- 2025: Tatort: Restschuld (Fernsehreihe)

### Als Regisseurin
- 2020: Das Mädchen mit den goldenen Händen

## Theater (Auswahl)
1999: Wiener Burgtheater
- Troilus und Cressida, Regie: Declan Donellan
- Weh dem der lügt, Regie: Martin Kušej

2001–2008: Münchner Kammerspiele
- Hamlet, Regie: Lars-Ole Walburg
- Sallinger, Regie: Christina Paulhofer
- Macbeth, Regie: Calixto Bieito
- Trauer muß Elektra tragen, Regie: Stefan Pucher
- Drei Schwestern, Regie: Andreas Kriegenburg
- Der Prozeß, Regie: Andreas Kriegenburg

2009–2015: Deutsches Theater Berlin
- Maria Stuart, Regie: Stefan Kimmig
- Am schwarzen See, Regie: Andreas Kriegenburg
- Elektra, Regie: Stefan Pucher
- Die schmutzigen Hände, Regie: Jette Steckel
- Wolf unter Wölfen, Regie: Roger Vontobel
- Was ihr wollt, Regie: Stefan Pucher

2016: Thalia Theater Hamburg
- Die Dreigroschenoper, Regie: Antù Romero Nunes

## Hörspiele (Auswahl)
- 2014: Christoph Güsken: Quotenkiller – Regie: Klaus-Michael Klingsporn (DKultur)
- 2014: Thilo Reffert: Kurschatten (Michelle) – Regie: Götz Fritsch (Radio-Tatort – MDR)
- 2015: Astrid Litfaß: Aus dem Leben der Nachtmulle (Gretel) – Regie: Andrea Getto (Hörspiel – RBB)
- 2017: Arno Schmidt: Die Umsiedler – Regie: Oliver Sturm (NDR/WDR)
- 2020: Ralf N. Höhfeld: Notaufnahme – Regie: Heike Tauch (Ursendung am 22. Mai 2020 – RBB)

## Auszeichnungen
- 2004: Nachwuchspreis der Freunde und Förderer der Münchner Kammerspiele
- 2007: Bayerischer Kunstförderpreis
- 2015: Bayerischer Filmpreis 2014 in der Kategorie Beste Darstellerin für ihre Rolle in Ein Geschenk der Götter
- 2015: Filmpreis der Stadt Hof[3]
- 2015: Deutscher Schauspielerpreis gemeinsam mit dem Ensemble des Films Ein Geschenk der Götter
- 2017: Deutscher Schauspielerpreis gemeinsam mit dem Ensemble des Films Wellness für Paare
- 2020: Deutscher Fernsehpreis: Nominierung in der Kategorie Beste Schauspielerin